# Papuexul bidwilli
Papuexul bidwilli é uma espécie de gastrópode  da família Camaenidae.
É endémica da Austrália.